# ウィリアム・トンプソン
ウィリアム・トンプソン（William Thompson、1775年6月30日 - 1833年3月28日）は、アイルランドの哲学者、経済学者である。
経済学の歴史においては、デイヴィッド・リカードの労働価値説に基づいて、資本家の労働者に対する搾取を批判した「リカード派社会主義」に属する思想家として知られる。社会主義法哲学者のアントン・メンガーは、トンプソンを「科学的社会主義の、もっとも卓越した創立者である」と評し、アイルランドのマルクス主義者であるジェームズ・コノリーは「アイルランド最初の社会主義者であり、マルクスの先駆者である」と評価している。

## 生涯
ウィリアム・トンプソンはアイルランドの港町コークに生まれた。当時のコークは、アイルランド第二の都市であり、ブリテンと北アメリカをつなぐ貿易で栄えており、高度な学問が提供されていた。
ウィリアムの父ジョンは、1784年にコーク市長を務めた地元の名士である有力なプロテスタント系の地主であった。ジョンが1814年に死去したことに伴い、ウィリアムは父の遺産に加えて、王立コーク協会（Royal Cork Institution）の理事の座を引き継ぎ、コーク協会における教育論を執筆する。トンプソンの教育論は雑誌『コーク・サザンレポーター』に書簡の形式で寄稿されており、1818年に『南アイルランドのために実際に役に立つ教育』として、その一部の集成が出版された。
トンプソンは、教育論の方向性の違いから、ジェレミー・ベンサムに教えを乞う書簡を1818年10月に送っている。ベンサムは1819年4月に返信し、同年9月にはベンサム邸への招待を送り、トンプソンは1822年10月から1823年2月にかけてベンサム邸に滞在し、ベンサムとの知遇を得たとされる。1822年にロンドンにてベンサムを介して、トンプソンはロバート・オウエンと出会っている。トンプソンは、ベンサム邸滞在中に「哲学的急進派」の中心人物であったジェームズ・ミルや後に実質的な共著者となるアンナ・ドイル・ウィーラーと交流しており、ベンサム邸への滞在は彼の思想形成に大きな影響を与えた。
1824年、主著である『富の分配の諸原理』を出版。トンプソン自身は出版のきっかけを、コークの文芸協会において富の不平等の利点が力説されたのに対して、反論する必要性を感じたからであるとしている。副題に示されている「新たに提案された富の自発的平等の体系」はオウエンの提唱する協同組合のことを指しており、主に前半ではトンプソンの経済学、後半はオウエンの協同社会に対する議論が行われる。
1825年、ジェームズ・ミル「統治論」に対する反論の書である『人類の半数である女性の訴え』を著し、ミルが女性を参政権から排除したことに対して、女性にも平等な権利を与えるべきであると主張した。同書はアンナ・ドイル・ウィーラーへの手紙から始まり、その冒頭で「あなたは、この本で議論されている内容が、あなたがしばしば頻繁に会話の中で議論していたことであるとわかるでしょう」と述べていることから、ウィーラーが実質的な共著者であると考えられている。
1827年には、トマス・ホジスキン『労働擁護論』（1825年）に対する好意的批判の書『労働報酬論』、1830年には協同組合の計画を細部に渡るまで具体的に示した『実践的指針』をそれぞれ出版する。1833年に、呼吸器系の疾患でその生涯を終える。

## 思想

### 経済思想
トンプソンは、『富の分配の諸原理』の冒頭において、政治経済学（Political economy）者たちは、ウィリアム・ゴドウィンに代表される主知的（intellectual）学派とトマス・ロバート・マルサスに代表される技術的（mechanical）学派に二分されると述べ、主知的学派は人間の肉体的限界を無視し、技術的学派は社会の人為的改善を否定している点で問題があると指摘する。彼らが互いの粗探しのような論争に終始していることを批判し、コンドルセ『人間精神進歩史』を好意的に引き合いに出し、政治経済学の知識は人類の幸福のために役立てられなければならないと主張した。トンプソンは、政治経済学の知識を活用し、人類の幸福を最大化する分配の方法を研究することを『富の分配の諸原理』の目的としていた。また、トンプソンの批判対象は『経済学対話』で知られるジェーン・マーセットやジェームズ・ミルまで及んでおり、彼らが地主や資本家などの一部の階級に富が集積する状況を擁護したのに対し、「国民全体の幸福を包摂する」分配のあり方を研究する必要があると彼らを批判しており、幸福こそが重要であるというトンプソンの基本的な思考にベンサム功利主義の影響を見ることができる。
トンプソンは、人類の幸福を増進するために、労働者の生産物のうち可能な限り全て労働者に保障すべきであると考えており、これが後年アントン・メンガーにより「労働全収権」として定式化されるに至った。「最大量の幸福を生産するために、富を所有し、分配することが、本研究の中心課題なのである」と宣言されているように、トンプソンにとって労働全収権は、労働者により多くの生産物を分配することで、勤労のインセンティブを与え、さらに多くの物品を生産するための方策であった。トンプソンは「労働者の競争が賃金を生存に必要な最低水準にまで引き下げるという主張が、まったくの誤りである」と生存費賃金を批判し、「自然の事態が許容するであろう生産へのもっとも強い刺激とは、労働生産物の完全利用を、その生産者に保障することである」として、労働の報酬の増加が勤労の意欲を刺激し、より生産量が増大すると主張する。また、アイルランドの窮乏が土地の均分相続によるものだとする言説を批判し、男女を含めた平等な相続が最も生産の増大に寄与すると述べ、併せて過剰人口の問題を指摘している。
トンプソンが生産量の増大や人口論、土地相続の問題について議論しているのは、当時のアイルランドが置かれていた状況に起因している。19世紀前半のアイルランドは、人口増大により特に農業従事者の生活が窮乏化しており、1822年にはジャガイモの凶作に直面していた。また、アイルランドの土地は住民を扶養するには不足し、土地を求める競争が過熱しており借地料が法外に上昇していた。アイルランドの人口増大や農夫が置かれた窮乏、借地料の上昇をトンプソンは認識しており、トンプソンが示した経済学はこのようなアイルランドの窮状に対する処方箋でもあった。
トンプソンは「リカード派社会主義」の一人として知られているが、リカード派社会主義と呼ばれる思想家たちが基礎とした経済理論はリカードのものではなく、アダム・スミスの経済学であることが多く、ポール・ダグラスの議論を嚆矢として「スミス派社会主義」という呼称が提案されており、トンプソンも例外ではなかった。トンプソン自身の「スミス派」的要素は、労働を富の源泉とみなしている点や、分業論の受容に求められてきた。

### フェミニズム
トンプソンは、最初の著作である教育論において男女同質の教育を主張し、『富の分配の諸原理』においても「男性と女性に、平等な市民的、政治的権利を与えよ」と述べており、トンプソンの思想の中心に男女平等があったことが窺えるが、最も体系的に女性解放について語っているのが、『人類の半数である女性の訴え』においてである。この書は、ジェームズ・ミルが女性参政権について「女性の利益もまた、父親もしくは夫の利益にほとんど全て含まれるので、同様に除外してよいのである」と述べたこの一節に代表される「利益包含説」に対する批判を主眼においている。
トンプソンは、ミルの議論を検討するのに、女性を「夫や父親のいない全ての女性」「父親の庇護下にいる成人の娘」「妻」の３つのグループに分けて論じている。特にミルが議論していない第1のグループである夫や父親のいない全ての女性については、利益を代表する男性が存在しないとして政治的権利を認めるべきだとした。この議論の運びは、ミルの「利益包含説」を受け入れてもなお問題が残ることを指摘しており、非常に効果的なミルへの反論となっている。第2のグループである娘については、利益が包含されるのならば、むしろ父親ではなく母親であるが、ミルは母親の権利を認めないことが問題であると指摘する。第3のグループである妻についても、利益の包含があり得るとして、男女どちらが政治的権利を持つのが良いかは自明ではないとしている。
ジェームズ・ミルへの反論にもあらわれているように、トンプソンの女性解放思想の独自性・重要性は、単に規範的な主張に留まらずその有用性を主張した点に求められる。トンプソンの女性解放思想には、アイルランドの危機の中で生産の増大を目指した経済学的な視座とベンサムから受容した功利主義の影響が通底している。
トンプソンは、全人類の半数である女性が家事労働（トンプソンの言葉で言えば "domestic economy"）に終始している点を労働力の損失であると考えており、「少人数が万人の使用のために管理する共同の炊事、光熱器具」によって女性の８割強が家事労働から解放され、「生産的労働により共同の幸福に貢献する」ことができるようになると主張した（家事の社会化）。また、トンプソンは「彼女たちは、すべての源泉から男性と同じように幸福を引き出すことができる」と述べており、快苦を行為の基準とするベンサム功利主義の観点からも、女性の解放が推進されるべきであると考えていた。

### 協同組合
トンプソンは、ロバート・オウエンの協同組合論を支持したオウエン主義者の一人であった。トンプソンは、オウエンの協同組合を「私のかねてからの大きな願い—労働者の努力による全生産物を労働者に保証すること—を促進するために計画された唯一のものとして、採用するに至った」と述べており、オウエンの協同組合にそれなりに期待をかけていた。オウエン自身も、当初はトンプソンのことを評価しており、トンプソンの『富の分配の諸原理』をアメリカ・ニューハーモニーの建設の際に持参し、現地で配布したとされる。
しかしながら、トンプソンとオウエンはその方向性の違いから、徐々に仲違いすることとなる。特に方向性の違いを見せたのは、協同組合の設立方法に関してであり、オウエンは大資本家などの慈善心に訴えかけることで寄付を募ることで資金を確保しようとしたのに対し、トンプソンは労働者自身による出資による小規模な協同組合の設立からスタートしようとする点であった。トンプソン研究者のドローレス・ドゥーリーは、金を出したものに従わされるという信念がトンプソンにあり、オウエンの態度に対して賛同できなかったと指摘している。歴史家のベアリスフォード・エリスは、オウエン側からのトンプソンの批判として、トンプソンの革命的で社会主義的な外見がオウエンがトンプソンを疎ましく思う原因であったことを指摘している。

## 影響
トンプソンは、19世紀を代表する思想家であるカール・マルクスとジョン・ステュアート・ミルに影響を与えた思想家として知られている。

### カール・マルクス
マルクスは、プルードンを批判する目的で執筆した『哲学の貧困』においてリカード理論の平等主義的適用を企図した思想家としてトンプソンらの名前を挙げており、それが「リカード派社会主義」という名称の契機になっている。マルクスはその後トンプソンに言及しないが、フリードリヒ・エンゲルスがロードベルトスの批判に答える際にトンプソンの名前に言及する。ロードベルトスは、マルクスの剰余価値論が自らの「賃料（レント）」概念の剽窃であるとしてマルクスを批判していたが、エンゲルスが『資本論』第２巻の序文において、剰余価値論の思想的源泉がロードベルトスであることを否定し、その源泉としてトンプソンを含む「労働者の側に立った経済学者たち」を挙げ、トンプソンの『富の分配の諸原理』のみを引用し、それを契機としてトンプソンが注目されるようになった。
特に剰余価値論の先駆としてトンプソンが注目された理由として、トンプソンが実際に「剰余価値（surplus value）」というタームを用いていたことにあるが、多くの研究が指摘するように、トンプソンとマルクスの剰余価値の性質は大きく異なっていた。エンゲルス自身も、スミスやリカードの議論に剰余価値が存在することを指摘し、トンプソンをマルクスの先駆者であると指摘したアントン・メンガーも剰余価値はシスモンディのmieux-valueに由来するものであることを指摘しており、トンプソンの剰余価値論のマルクスへの影響は限定的であったと考えられる。

### ジョン・ステュアート・ミル
ミルとトンプソンは、1825年に行われた「ロンドン協同組合」における討論の場で出会っている。トンプソン率いる「オウエン主義者」と19歳の若きミルが率いる「哲学的急進派」との間で人口問題などについて論争が行われた。ミルの思想形成の早い段階で、トンプソンと出会っているものの、ミルは著作の中でトンプソンに関して言及することはなかった。しかし、1873年に執筆された『ミル自伝』において、当時の討論を回想しトンプソンのことを「非常に尊敬すべき人物」と述べており、50年近くの時を経てなお好意的に言及していることが注目されてきた。また、ミルは社会主義に対しては一定の距離を保ち続けたが、『自伝』において自らを社会主義者であると称するようになることから、社会主義者と通常考えられるトンプソンからの影響に対して関心が持たれてきた。
ミルに対するトンプソンの影響は、女性解放思想において顕著であることが指摘されてきたが、トンプソンが協同社会に基づく女性解放を求めたのに対し、ミルは女性解放について論じた『女性の隷従』において、協同社会論を展開せず、女性の政治的権利（参政権）の問題を中心に据えるなどの相違が見られる。また、ミルが『経済学原理』において、自然的に決まる生産の問題と人為的に改善可能な分配の問題を分けて議論した点に、『富の分配の諸原理』を執筆し分配論を研究したトンプソンの影響があると考えられている。

## 著作
・1818：『南アイルランドのために役に立つ教育』（Practical Education for the south Ireland, in Letters addressed to the Proprietors of the Cork Institution）
・1824：『富の分配の諸原理』（An Inquiry into the Principles of The Distribution of Wealth most conductive to Human Happiness: applied to the newly proposed system of voluntary equality of wealth）（W・トンプソン（2011-2012）『富の分配の諸原理１,2』京都大学学術出版会、鎌田武治訳）
・1825：『人類の半数である女性の訴え』（Appeal of One Half the Human Race, Women, Against the Pretensions of the Other Half, Men, to Retain Them in Political, and thence in Civil and Domestic, Slavery）
・1827：『労働報酬論』（Labor Rewarded. The Claims of Labor and Capital Conciliated: or, How to Secure to Labor the Whole Products of its Exertions）
・1830：『実践的指針』（Practical Directions for the Speedy and Economical Establishment of Communities on the Principles of Mutual Co-operation, United Possessions and Equality of Exertions and the Means of Enjoyments）